# Sonderpolizei des Bundes
In Deutschland bezeichnet der Begriff Sonderpolizei des Bundes spezialisierte Polizeibehörden auf Bundesebene, die für bestimmte Aufgabenbereiche zuständig sind. Diese Behörden ergänzen die allgemeinen Polizeiaufgaben der Länder durch ihre Spezialisierung auf spezifische Fachgebiete.

## Definition
Der Begriff "Sonderpolizei" bezieht sich auf Polizeibehörden, die nur für einen bestimmten Teil der Polizeiaufgaben zuständig sind. Im Kontext des Bundes umfasst dies Behörden, die spezielle Vollzugsaufgaben wahrnehmen und somit nicht das gesamte Spektrum polizeilicher Tätigkeiten abdecken.

## Rechtsgrundlage
Gemäß § 6 des Gesetzes über den unmittelbaren Zwang bei Ausübung öffentlicher Gewalt durch Vollzugsbeamte des Bundes werden folgende Behörden als Sonderpolizeien des Bundes anerkannt:
- Polizeivollzugsbehörden des Bundes: Dazu zählen die Bundespolizei, das Bundeskriminalamt[4] und die Polizei beim Deutschen Bundestag.[5]
- Zollverwaltung des Bundes: Hierunter fallen insbesondere der Zollfahndungsdienst und weitere Bundesfinanzbehörden mit Vollzugsaufgaben.
- Wasserstraßen- und Schifffahrtsverwaltung des Bundes: Diese Behörde ist für die Sicherheit und Ordnung auf den Bundeswasserstraßen zuständig.
- Bundesamt für Logistik und Mobilität: Es überwacht den gewerblichen Güterkraftverkehr und führt entsprechende Kontrollen durch.[6]

## Historische Entwicklung
Ein prominentes Beispiel für eine ehemalige Sonderpolizei des Bundes ist der Bundesgrenzschutz (BGS). Gegründet 1951 als paramilitärische Einheit zur Sicherung der Grenzen, entwickelte er sich im Laufe der Jahre zu einer vielseitigen Polizeitruppe. Mit der Umbenennung in Bundespolizei am 1. Juli 2005 wurde die veränderte Aufgabenstruktur und Ausrichtung der Behörde verdeutlicht.

## Aufgabenbereiche
Die Aufgaben der Sonderpolizeien des Bundes sind vielfältig und reichen von der Grenzsicherung über die Kriminalitätsbekämpfung bis hin zur Überwachung spezifischer Verkehrsbereiche. Durch ihre Spezialisierung tragen sie zur effektiven Aufrechterhaltung der öffentlichen Sicherheit und Ordnung in ihren jeweiligen Zuständigkeitsbereichen bei.

## Abgrenzung zu anderen Polizeien
Während die Polizeien der Länder für allgemeine ordnungs- und sicherheitspolizeiliche Aufgaben zuständig sind, konzentrieren sich die Sonderpolizeien des Bundes auf spezifische Fachbereiche. Diese klare Aufgabenteilung ermöglicht eine effiziente und zielgerichtete Wahrnehmung polizeilicher Aufgaben auf Bundesebene.